# Morton (Mississippi)
Morton è una città (city) degli Stati Uniti d'America, situata nella contea di Scott, nello Stato del Mississippi.